# 鴛鴦刀
『鴛鴦刀』（えんおうとう）は、金庸の武俠小説。長編を得意とする金庸には珍しく短篇小説である。

## 概要
1961年、『明報』に掲載された。日本語版では、短編集『越女剣』に収録されている。
清の乾隆年間、手に入れたものは「天下無敵」になれるという鴛鴦刀をめぐり争う俠客たちの物語。ラストには意外なオチが用意されている。

## 登場人物
蕭中慧（しょうちゅうけい）
蕭半和の娘で、父が欲しがっている鴛鴦刀を入手しようとして江湖を旅している。作中、袁冠南とともに二人一組で使う「夫妻刀法」を習得する。
袁冠南（えんかんなん）
書生風の青年。基本的には素手で戦うが、筆と墨を武器にすることもある。蕭中慧とともに「夫妻刀法」を習得する。
卓天雄 （たくてんゆう）
年老いた盲人に見えるが、実は武芸の達人。北宋建国の功臣、呼延賛に起源を持つ「呼延十八鞭法」の使い手。
蕭半和（しょうはんわ）
蕭中慧の父親。江湖で高名な大俠客。

## 書誌情報
- 『傑作武俠中篇集 越女剣』 岡崎由美 監修、林久之、伊藤未央 訳
徳間書店、2001年、p183～p278。徳間文庫、2011年